# Smutný žleb
Smutný žleb je přírodní rezervace západně od obce Salaš v okrese Uherské Hradiště. Důvodem ochrany je zachování v areálu Chřibů ojedinělého typu kyselých bučin značného stáří.